# جينري بارك
جينري بارك (بالكورية: 박진리)‏ هي عارضة أزياء ودي جي وممثلة كورية جنوبية، ولدت يوم 24 أبريل 1988 في انتشيون في كوريا الجنوبية.

## روابط خارجية
- جينري بارك على موقع IMDb (الإنجليزية)
- جينري بارك على موقع قاعدة بيانات الفيلم (الإنجليزية)